# 伊苏vs.空之轨迹 Alternative Saga
《伊苏vs.空之轨迹 Alternative Saga》是日本電子遊戲公司Falcom所製作的格鬥遊戲，于2010年7月29日在日本发售PlayStation Portable版。最多可以供4名PSP玩家联网对战。其中登场的主要人物均有声优配音。
基本的世界設定承襲自Falcom的代表作《Dragon Slayer系列》第二代《雷诺尼都纪事》。魔王在曾經被譽為桃源鄉的Xanadu復活了，為打倒魔王而從異世界征召戰士，故事就這樣開始了。

## 登场人物
游戏中的人物主要來自於《伊苏系列》和《英雄传说VI 空之轨迹》。其餘人物來自《英雄傳說 零之軌跡》、《双星物语》、《英雄传说III 白发魔女》、《撼天神塔系列》、《咕噜小天使》等Falcom游戏。

### 主要人物
玩家可操控的角色（括号内为声优）
伊蘇系列
- 亚特鲁·克里斯汀（草尾毅）

绝大多数伊苏游戏的男主角
红发剑士，年轻的冒险家。武器为剑。
- 多奇（玄田哲章）

出现在绝大多数伊苏游戏中的配角。
力大无比，是男主角的朋友、旅伴。武器为护腕。
- 艾夏（三上枝織）

《伊苏VII》的女主角。
武器为弓箭。
- 切斯特·斯多达特（伊藤健太郎）

《伊苏III》和《伊苏F》的主要人物之一。
被称为“白骑士”。武器为剑。
- 盖修（佐藤拓也）

出现在《伊苏VI》和《伊苏VII》中的角色。
神秘佣兵。武器为长柄斧。
- 艾鲁克（安田早希）

出现在《伊苏VII》中的角色。
武器是双刃。
- 麦雪拉（平尾明香）

出现在《伊苏VII》中的角色。
盲眼巫女。武器为法杖。
- 库露谢（佐佐木爱）

出现在《伊苏VII》中的少女。
武器为巨大的锤。
英雄傳說VI 空之軌跡
- 艾絲蒂尔·布莱特（神田朱未）

《空之轨迹》FC、SC的主角，3rd中也有出场。
正游擊士，武器是长棍。
- 约修亚·阿斯特雷（斋贺观月）

《空之轨迹》FC、SC的男主角，3rd中也有出场。
正游擊士，武器是双刀。
- 科洛丝·琳兹（皆口裕子）

《空之轨迹》FC、SC、3rd中出场的少女。
是利贝尔女王的孙女。饲养一只白隼（名叫基库）。武器是细剑。
- 提妲·拉塞尔（今野宏美）

《空之轨迹》FC、SC、3rd中出场的女孩。
对机械很狂热。武器是导力炮。
- 奥利维尔·朗海姆（子安武人）

《空之轨迹》FC、SC、3rd中出场的男性角色。
是埃雷波尼亚帝国的王子。武器是导力枪。
- 阿加特·科洛斯纳（近藤孝行）

《空之轨迹》FC、SC、3rd中出场的男性角色。
年轻的遊击士。武器是重剑。
- 玲（西原久美子）

《空之轨迹》SC、3rd中出场的女孩。
身份是“结社”的执行者，被称为“歼灭天使”。武器是镰刀。
- 莱维（绿川光）

空之轨迹FC、SC、3rd中出场的男性角色。
也叫做“莱恩哈特”，身份是“结社”的执行者。外号“剑帝”。武器是一把造型诡异的剑。
英雄傳說 零之軌跡
- 羅伊德（柿原徹也）

零之轨迹中的男主角。
年輕的新人搜查官，武器為T型鎮暴棍(雙枴棍)。

### 次要角色
- 拉比：（進藤尚美）
- 莫纳：（高桥凉子）
- 幽幽：（渡边未来）
- 塞拉：（丸山未沙希）
- 吉莎：（津田美波）

### 支援角色
能够给玩家操控的主要人物带来附加效果的出场角色。
伊蘇系列
- 菲娜&蕾雅

伊苏中的双子女神。效果是“女神的恩惠”。
- 尤妮卡·托霸 & 尤格·法克特

《伊苏 起源》中的女主角和男主角。效果是“旋风·结界防护”。
- 达尔克·法克特

《伊苏》的最后boss。效果是“黑衣障壁”，一定时间内反弹所收到的攻击伤害值的一半。
- 莉莉娅

《伊苏II》的女主角。效果是“治愈的果实”。
- 爱蕾娜·斯多达特

《伊苏III》和《伊苏F》中出场的女性角色，切斯特的妹妹。效果是“杰诺斯的端倪”。
- 奥露哈

《伊苏VI》的女主角之一。效果是“雅露玛的启示”。
- 艾伦斯特

《伊苏VI》的反派角色之一，盖修的哥哥。效果是“漆黑之翼”。
- 希古伦

《伊苏VII》中出场的角色。效果是“龙气之箭”。
- 穆斯塔法

出场于《伊苏VII》的男性角色。效果是“塞古拉姆之锤”。
- 缇雅 & 玛雅

《伊苏VII》的登场人物。效果是“安神的花香”。
英雄傳說III 白髮魔女
- 杰立欧 & 克莉丝

白发魔女的男女主角。效果是“银色短剑”。
英雄傳說VI 空之軌跡
- 雪拉紮德

《空之轨迹》FC、SC、3rd中均有出场的女性角色。效果是“天堂之吻”。
- 金·瓦塞克

《空之轨迹》FC、SC、3rd中均有出场的巨汉遊击士。效果是“龙神功”。
- 亚妮拉斯·艾尔菲德

出场于《空之轨迹》SC、3rd的女遊击士，热衷于剑道，喜欢可爱的东西。效果是“风花阵”。
- 基尔巴特

《空之轨迹》中出场的人物，原为卢安市长的秘书，后加入“结社”。效果是“‘我错了’”。
- 乔斯特

《空之轨迹》FC、SC、3rd中均有出场的少女，原为空贼。效果是“结晶防护·复”。
- 肯帕雷拉

出场于《空之轨迹》SC、3rd的角色，“结社”的执行者，外号“小丑”。效果是“小丑的把戏”。
- 凯文

《空之轨迹》SC出场、3rd为男主角的神父，星杯骑士。效果是“神圣祈祷”。
- 莉丝

《空之轨迹》3rd为女主角的修女。效果是“圣洁祝福”。
- 卡西乌斯·布莱特

艾絲蒂尔的父亲，空之轨迹系列中的S级遊击士。效果是“麒麟功”。
英雄傳說 零之軌跡
- 艾莉

零之轨迹中的女主角。效果是“圣光之雨”。
雙星物語
- 皮皮洛 & 布库尔

双星物语的女、男主角，在双星物语II中也有出场。效果是“两人大冒险”。
Brandish
- 朵拉

Brandish中的女主角，女魔道师。效果是“错乱魔法”。
咕噜小天使
- 帕琳 & 幽灵们

咕噜小天使中的女主角，武器是钻头。效果是“不出手不行啊”。

### 神秘人物
- 米契尔（石田彰）

于英雄传说系列III、IV、V均有登场的传奇魔法师
本作中他将各位主角召唤到仙那度世界，共同打败魔王。

## 可使用的对战场景
每个主要人物都有自己的主场，目前游戏中已知有26个场景。
伊蘇系列場景
女神的王宫、达姆之塔、瑟米斯圣地、阿鲁塔格公宮、巴雷斯坦城、夏纳亚树海、卡伊洛斯·风之圣地、塞古拉姆·炎之神殿、诺尔提亚冰壁。
空之軌跡場景
布莱特家、洛连特、格兰赛尔城、蔡斯中央工房、露西塔尼亚号飞艇、拉文努村、幻影城、中枢塔、哈肯大门。
零之軌跡場景
克洛斯貝爾
双星物语場景
塞尔芬迪纳。
“仙那度”场景
魔幻森林、哈莱克遗迹、伊格利特山、奇岩城·城门前、奇岩城·王座之间。
現實場景
FALCOM开发室。